# Sasha Alexander
Sasha Alexander (ur. jako Suzana S. Drobnjaković 17 maja 1973 w Los Angeles w Kalifornii) – amerykańska aktorka pochodzenia serbskiego.

## Kariera
Ukończyła School of Cinema-Television University of Southern California. W serialu Jezioro marzeń (Dawson’s Creek) występowała w roli Gretchen Witter (2000–2001), następnie pojawiła się jako Jackie Gold w popularnej w środowisku LGBT komedii romantycznej All Over the Guy (2001). Stała się popularna dzięki postaci Caitlin Todd, wykreowanej w serialu Agenci NCIS (NCIS: Naval Criminal Investigative Service, 2003–2005, 2012, 2015). Zagrała niewielką rolę w filmie Mission: Impossible III (2006), grała jedną z dwóch głównych ról w serialu Partnerki (2010–2016).

## Życie prywatne
Od 2007 jest żoną reżysera Edoarda Ponti, syna Sophii Loren. Mają dwoje dzieci, córkę i syna.